# Ernst Friedrich Neubauer
Ernst Friedrich Neubauer (* 31. Juli 1705 in Magdeburg; † 15. März 1748 in Gießen) war ein deutscher Gräzist, Orientalist und Theologe.

## Leben
Neubauer wurde als Sohn des königlich-preußischen Münzwardeins Johann Georg Neubauer am 31. Juli 1705 in Magdeburg geboren. Auf einem Magdeburger Gymnasium vorgebildet, besuchte er ab 1719 das Joachimsthalsche Gymnasium in Berlin, da sein Vater dorthin berufen worden war. Dort konzentrierte er sich bereits auf die orientalischen Sprachen und bezog 1724 die Universität Halle. Unter Johann Heinrich Michaelis und Christian Benedikt Michaelis erfuhr er dort seine Ausbildung in der morgenländischen Literatur, daneben besuchte er theologische Vorlesungen. Ab 1726 besuchte er Vorlesungen der Universität Jena. Außerdem wurde er in der syrischen, der arabischen und der rabbinischen Sprache ausgebildet. Ostern 1727 kehrte er an die Universität Halle zurück, um sich weiter orientalischen Studien zu widmen. Daneben übte er das Predigen und unterrichtete im Waisenhaus die hebräische Sprache und Theologie.
Im Sommer 1728 befand sich Neubauer einige Wochen lang in Berlin. Anschließend ging er nach Halle zurück, da er eine akademische Laufbahn einschlagen wollte. 1729 verteidigte er seine Dissertation de Salomonis ad laetitiam exhortationibus, quas libro Coheleth interspersit, wodurch er zum Magister ernannt wurde und Vorlesungen über Geschichte und Philosophie halten durfte.
Durch Vermittlung Joachim Justus Breithaupts, eines von Neubauers Lehrern, wurde er als Rektor an das theologische Seminar zu Halle berufen. Nicht viel später erkrankte er lebensgefährlich und reiste zur Erholung nach Berlin, von wo er im März 1730 nach Halle zurückkehren konnte. Als er genesen war, konnte er im April seine Dissertation de exercitiis disputandi frequentius in Academiis instituendis verteidigen und wurde infolgedessen als Adjunkt an der philosophischen Fakultät eingesetzt. Zudem erklärte er am theologischen Seminar die symbolischen Bücher.
Aus dieser Tätigkeit und der als Dozent schied er aber schon 1732 aus, da er durch Johann Jakob Rambach als ordentlicher Professor für die orientalischen und die griechische Sprache an die Universität Gießen berufen wurde, im Oktober 1732 nahm er das Amt an. Nachdem Rambach 1736 verstorben war, erhielt Neubauer dessen Stelle des außerordentlichen Theologieprofessors.
Anlässlich dieser Beförderung promovierte er 1737 zum Doktor der Theologie mit seiner Diss. sistens vindicias universae Theologiae Christianae ejusque Mosaicae, depravationibus famosissimi interpretis Pentateuchi Werthemiensis, per singulos fidei christianae articulos oppositas. Ab 1743 war er für die Stipendiaten an der Universität zuständig als Ephorus und wurde kurz darauf ordentlicher Theologieprofessor.
Am 12. März 1748 erhielt er außerdem einen Ruf als Superintendent und Professor primarus an die Universität Rinteln, starb aber drei Tage später 42-jährig.

## Familie
Neubauer war ab 1733 mit Johanne Christiane Schmoll, Tochter eines Predigers in Echzell, verheiratet. Diese starb 1734, sodass er im Folgejahr die Tochter eines Ratskonsulenten in Langensalza, Caroline Benigne Hahn, heiratete. Mit dieser hatte er (mindestens) fünf Kinder. Dazu gehörten unter anderem Johanna Maria Elisabetha (1737–1773), Dichterin, verheiratet mit dem Arzt Franz Christian Merck, und Johann Ernst Neubauer, Arzt.

## Wirken/Rezeption nach Döring
Neubauer war ein gründlich und vielseitig gebildeter Gelehrter, der sich mit verschiedenen theologischen Gebieten, insbesondere mit der Orientalistik und den jüdischen Altertümern, gut auskannte. Seine Kenntnisse legte er in vielen Dissertationen und Programmen über Philologie und Hermeneutik dar. In diesen Schriften erläuterte er auch einzelne Bibelstellen und verteidigte diese zum Teil vor Deutungen, die nicht in seine religiöse Denkart passten. Insgesamt gehörte er zur älteren Lehre der Kirche und verkehrte mit weiteren Theologen, die das ursprüngliche, reine Christentum zu erhalten suchten.
Ein weiteres Gebiet, auf dem Neubauer gute Kenntnisse besaß, war die Bibelexegese. Er setzte sich sehr dafür ein, ein Studium der biblischen Hermeneutik zu empfehlen.
Auch kümmerte er sich um die Verbesserung der Moral, da er 1745 eine Abhandlung veröffentlichte, in der er anhand eines Jesuswortes nachwies, der böse Wille habe Einfluss auf den Verstand.
Außerdem publizierte er Werke anderer Theologen, wodurch er sich Verdienste in Literaturgeschichte und in den biografischen Nachrichten erwarb. So lagen ihm besonders die Werke Rambachs am Herzen, von denen er nicht wenige publizierte, wobei er sie mit Anmerkungen, Vorworten, Einleitungen oder Registern versah. Nach Rambachs Tod führte er ferner mit Johann Philipp Fresenius das Hessische Hebopfer theologischer und philologischer Anmerkungen sowie die Nachricht von den jetztlebenden evangelisch-lutherischen und reformirten Theologen in und um Teutschland fort.

## Schriften
- Epistola gratulatoria de praestantia et dignitate praecellentis Magistri nominis, ad M. Chr. Fr. Hertel, Neostadio-Osterlandum, contubernalem suum (Jena 1726/1727).
- Exercitatio philologico-theologica de varia indole interpretum Sacrae Scripturae (Jena 1727).
- Disquisitio academica aeque philologico-theologica de Scripturarum scrutatoribus donis gratiae destitutis (Jena 1727).
- Diss. philol. inaug. de Salomonis ad laetitiam exhortationibus, quas libro Koheleth interspersit, Cap. II, 2. 24. 26. III, 4. 12. 13. 22. V, 17–19. VII, 14. VIII, 15. IX, 7. 8. XI, 9. 10 (Halle 1729).
- Commentatio philologica de phrasi novi foederis sacra: caro et sanguis, contra Christianum Melodium aliosque ad Matth. 16, 17. 1 Cor. 15, 50. Galat. 1, 16. Ephes. 6, 12. Ebr. 2, 14. coll. Sir. 14, 18. 17, 30 (Halle 1729).
- Exercitatio philol. hermeneutica de missionariis Christi, variis observationibus illustrata, ad Matth. 10, 16 et Luc. 10, 3 (Halle 1729).
- Diss. logica de exercitiis disputandi frequentius in Academiis instituendis (Halle 1730).
- Diss. historica saecularis de reformatione a Luthero aliisque disputationibus incepta et propagata neo non de disputationibus ob Augustanam Confessionem tum ipsis in Comitiis tum alibi habitis (Halle 1730).
- Prolusio historica saecularis de Imperatore Caroli V favore et meritis in Augustanam Confessionem singularibus; qua praelectiones suas philos. et hist. semestro hiberno habendas indicit (Halle 1730).
- Diss. historico-philosophica, de jure disputandi apud omnes omnium religionum populos, exceptis Muhammedanis (Halle 1731).
- Commentatio de singulari Gissensium (Theologorum) studio conservandae purioris doctrinae contra Socinianorum depravationes; ad D. J. J. Rambachium, quum in ill. Ludoviciana, quae Gissae est, primarius Theol. Profess. sacrorum ibidem Antistes primum ac sacri Tribunalis Assessor crearetur et contra Socinianos disputasset (Halle 1731).
- De Michaele Archangelo, non creato, sed creatore, Jesu Christo, Diss. ad Dan. 10, 13. 21. 12, 1. Jud. 9. Apoc. 12, 7. 1 Thess. 4, 16. coll. Zachar. 3, 2 (Halle 1732).
- Michael Archangelus, non creatus, sed creator, Jesus Christus, vindicatus, Diss. philologico-hermeneutica variis obervationibus illustrata, ad loca citata (Halle 1732).
- Diss. philologico-hermeneutica de corpore Mosis, ad Jud. v. 9. (Halle 1732).
- Diss. philologico-hermeneutica de angelo mortis, ex mente Ebraeorum et Muhammedanorum, ad quaedam Scripturae loca vel illustranda vel vindicanda, praecipue Exod. 12, 23. Prov. 16, 14. Ebr. 12, 14. Tob. 3, 8. Apoc. 9, 11. (Halle 1732).
- Diss. philologica ex antiquitate Judaica, qua Michaelem Messiam esse ipsis Judaeorum testimoniis comprobatur, variis observationibus illustrata (Gießen 1733).
- Diss. philol. inaug. de Mosis prae reliquo Prophetarum choro praerogativis singularibus, ad diversa utriusque foederis loca, praecipue Num. 12, 6–8. Deut. 34, 10. 11. 12 illustranda (Gießen 1734).
- De columnis ecclesiae Theologorum comprimis summorum elogio, liber singularis philologico-theologicus, ad varia utriusque foederis loca, inprimis Ps. 75, 4. Prov. 9, 1. Cant. 3, 10. Jerem. 11, 18. Galt. 2, 9. 1 Timoth. 3, 15. Apoc. 3, 12 illustranda; memoriae summi Theologi, ecclesiae purioris columnae, viri D. J. J. Rambachii consecratus (Gießen 1736).
- Idea Theologi Paulina s. Oratio inaug. imaginem veri falsique Theologi a Paulo in Epist. ad Roman. propositam repraesentans, dicta, quum extraord. Profess. Theol. provinciam susciperit (Gießen 1736).
- Diss. theol. inaug. sistens vindicias universae Theologiae christianae ejusque Mosaicae, depravationibus famosissimi Interpretis Pentateuchi Werthemiensis per singulos fidei christianae articulos oppositas (Gießen 1737).
- J. J. Rambach's wohl unterwiesener Reformator (Von Neubauer herausgegeben Züllichau 1737, zweite Auflage Züllichau 1742).
- J. J. Rambach's Kirchenhistorie des Alten Testaments (von Neubauer herausgegeben, Frankfurt/Leipzig 1737; zwei Teile).
- J. J. Rambach's Erläuterung über die Institutiones Hermeneuticae sacrae (von Neubauer herausgegeben, Gießen 1738, zwei Teile).
- J. J. Rambach's Erklärung der Epistel Pauli an die Römer (von Neubauer herausgegeben, Bremen 1738).
- J. J. Rambach's geistreiche Gießische Reden (von Neubauer herausgegeben, 1738–1740, drei Teile).
- Die Vortrefflichkeit des Evangelii, aus den Worten Pauli Röm. 1, 16. 17 am 2ten Sonntage nach Trinit. den 30. Juny 1737 Nachmittags, an welchem zugleich das Gedächtniß der am 25. Juny vor 207 Jahren übergebenen Augsburgischen Confession mitgefeiert wurde, in der Stadtkirche zu Gießen, in einer sogenannten Doctorpredigt vorgestellt (Bremen 1738).
- Diss. de Paulo jurante (Gießen 1739).
- Biga observationum philologico-criticarum: I. Emendatio et interpretatio vocum difficillimarum […], quibus de Metratrone s. Messia usus est liber quidam Rabbinicus Berith Menucha. II Defensio versionis syriacae Rom. 1, 31 omissionis vocis […] a viris doctissimis immerito accusatae (Gießen 1739).
- Das kündlich große Geheimniß der Gottseligkeit von der Offenbarung Gottes im Fleisch, in einer Predigt aus Joh. 1, 1–14 vorgestellt (Bremen 1739).
- Das geistliche Hirtenamt des Erzhirten Christi Jesu, in einer Pfingstpredigt aus Joh. 10, 1–11 vorgestellt (Bremen 1740).
- Das seligste Geschäft des Christen am heiligen Weihnachtsfest, eine Predigt aus Luc. 2, 1–20 (Bremen 1740).
- De varia indole interpretum Scripturae Sacrae causisque variarum explicationum, liber singularis; olim duabus exercitationibus philologico-theologicis in Academia Jenensi habitis, nunc junctim editis variisque observationibus illustrstis propositus (Jena 1740).
- Primitiae sacra Gissenses. Praemissa praefatio praecipua scripta, Primitiarum nomine insignita, enarrat (Gießen 1741).
- J. J. Rambach's gründliche Erklärung des Propheten Esaia (von Neebauer herausgegeben, Züllichau 1741).
- J. J. Rambach's gründliche Erklärung der Epistel Pauli an die Hebräer (von Neubauer herausgegeben, Frankfurt/Leipzig 1742).
- Nachricht von den jetztlebenden evangelisch-lutherischen und reformirten Theologen in und um Deutschland; als eine Fortsetzung und Verbesserung ds Lexici der jetztlebenden lutherischen und reformirten Theologen (von J. J. Moser.) (Züllichau 1743–1746, zwei Teile).
- Theologische Abhandlung vom geistlichen Tode unsres Heilandes Jesu Christi; zur Rettung der reinen Lehre des seligen Rambach's und anderer Gießischen Theologen, wider den im 3ten Stück der Weimarischen fortgesetzten nützlichen Anmerkungen geschehenen Angriff (Frankfurt/Leipzig 1743).
- J. J. Rambach's dogmatische Theologie oder christliche Glaubenslehre (von Neubauer herausgegeben, Frankfurt/Leipzig 1744, zwei Teile).
- Defensio lectionis vulgaris in Diogene Laertio et Suida de Chaldaeis in Persia, a Democrito auditis, adversus clariss. Criticorum correctiones; qua occasione de Chaldaeorum nomine philosophis tributo non nihil agitur, ac Dan. 2, 2. 4. 5. Joh. 4, 4. 5, 7. 11 lux adfunditur (Gießen 1745).
- Progr. Quaestio, an nullae inter Chaldaeorum philosophos fuerint sectae? ex Strabone praecipue decisa et ab objectionibus ex Diodoro Siculo petendis vindicata, viroque ciudam celeb. (Laur. Reinhardo) modeste opposita (Gießen 1745).
- Diss. philol. inaug. de phrasibus sacris: videre et gustare mortem, novam simul de origine earum sententiam sistens, ad varia N. T. loca explicanda: Mtth. 16, 28. Marc. 9, 1. Luc. 2, 26. 9, 27. Joh. 8, 51. 52. Ebr. 2, 9. 1, 5. coll. Ps. 89, 49. et Esr. 25, 8 (Gießen 1745).
- Diss. de vera origine phrasium sacrarum: videre et gustare mortem ex lapsus historia Genes. 2, 16. 17. 4, 6. 7. derivata et a diversis objectionibus vindicata, ad varia N. T. loca explicanda Mtth. 26, 28 etc (Gießen 1745).
- Diss. inaug. de […] s. de conscientia cauterio notata ad denominationem divi Apostoli 1 Tim. 4, 2 ex antiquitatibus illustrandam (Gießen 1745).
- Von der Nothwendigkeit, die Hermeneuticam sacram, oder die Wissenschaft, welche lehrt, wie man die heilige Schrift gründlich und erbaulich erklären solle, auf Universitäten zu hören (Gießen 1745).
- Cogitationes extemporales inaug. de cogitationibus malis ex corde prodeuntibus s. de influxu voluntatis corruptae in intellectum, ad verba Christi Matth. 15, 19. coll. Marc. 7, 21. (Gießen 1745).
- D. Balth. Mentzeri, filii, quaestiones theol. ad Aug. Confess. XXXII disputationibus distinctae; una cum ejusd. Mentzeri centum capitibus Ministro ecclesiae vitandis, itemque Concordia Wittebergensi, libello Hassiae vicinarumque aliquot ditionum xymbolico, paucissimis hodie viso; praemissa praefatione subjectaque consultatione de recudendis horis Hassiae symbolicis (Gießen 1745).
- Prolusio Mentzeriana D. Balth. Mentzeri patr. et fil. propositiones quasdam de Christo singulares evolvens (Gießen 1746).
- Prolusio de patriis eruditorum Hassorum, speciatim de Butisbaco praestantissimorum ingeniorum matre, qua ad aud. Orat. inaug. a C. L. Kochio, Butisbacensi, ceu designato Histor. Profess. ord. recitandam, invitat (Gießen 1746).
- De primo Academiae Giss. Rectore disserit, tres Eruditorum sententias recenset, unam falsiatis convincit, duas reliquas inter se conciliat, et anniversariam solemnemque legum academ. praelectionem Cal. Jul. instituendam invitat, qua Rector. Acad. Giss. (Gießen 1746).
- Recensus Rectorum Ludovicianae omnium exhibitus, ad celebranda Acad. solemnia, in abdicationem Prorectoratus (Gießen 1747).
- J. J. Rambach's Betrachtungen über die Apostelgeschichte (von Neubauer herausgegeben, Frankfurt/Leipzig 1747, zwei Teile).